# Ras-Mohammed-Nationalpark

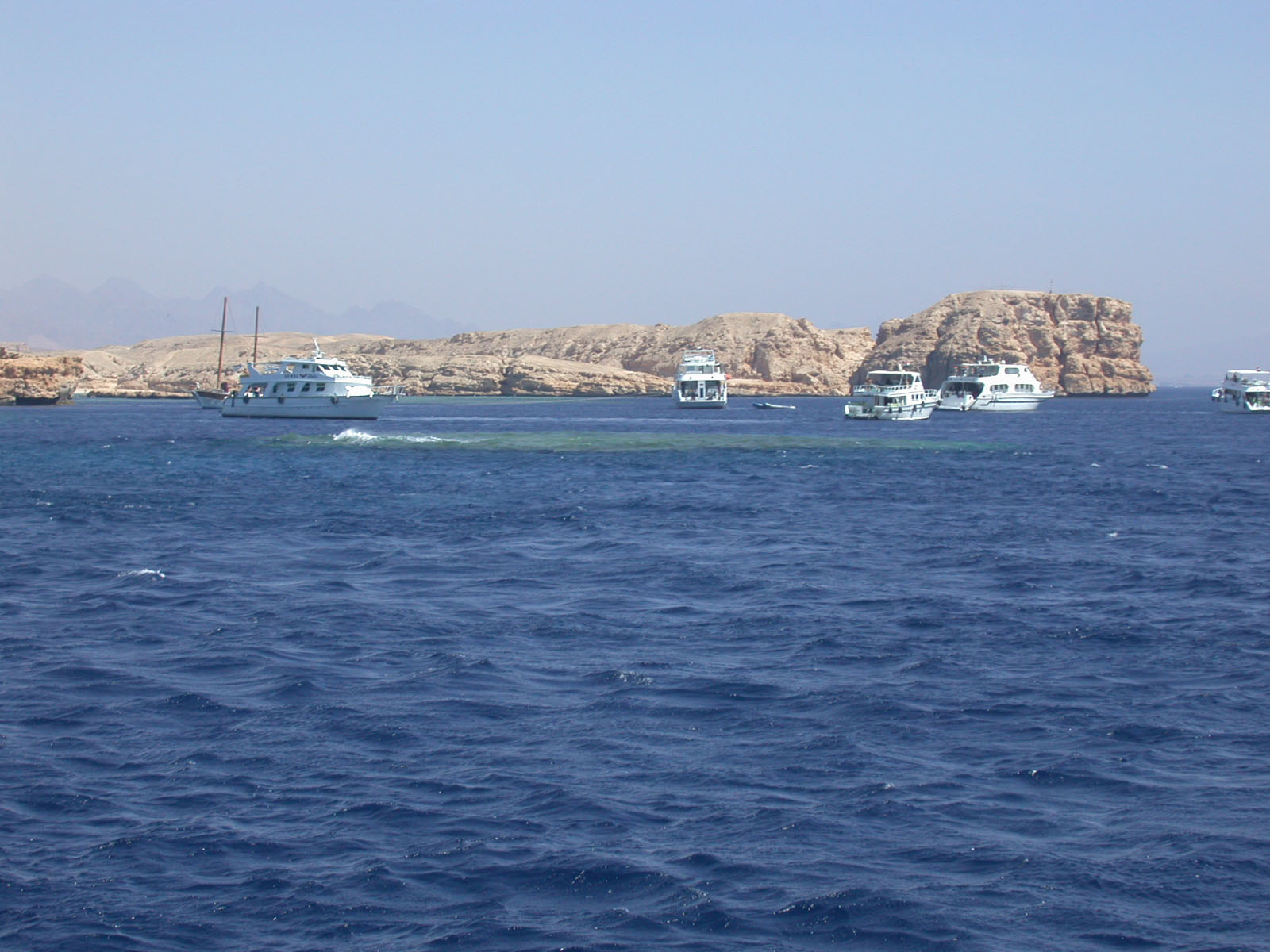
Jolanda und Shark Reef an der Südspitze der Sinai-Halbinsel

Ras Mohammed (arabisch محمية رأس محمد, DMG Maḥmiyyat Raʾs Muḥammad) ist der Name eines Nationalparks in Ägypten. Er liegt an der Südspitze der Sinai-Halbinsel und in direkter Nachbarschaft zur Touristen-Hochburg Scharm asch-Schaich. Die saudi-arabischen Inseln Sanafir und Tiran gehören auch dazu.

## Geschichte
Durch ein Gesetz gründete die ägyptische Regierung 1983 den Nationalpark, der offiziell Ras Mohammed Marine Protected Area heißt.

## Name
Vom Meer aus gesehen zeigt der höchste Fels am Südende des Kaps eine Ähnlichkeit zu einem männlichen Kopf. Die einheimischen Fischer gaben dem Fels daraufhin den Namen Ras Mohammed, was so viel bedeutet wie „Kopf des Mohammed“. In der Antike wurde die Landzunge von römischen Seefahrern Poseidon genannt.

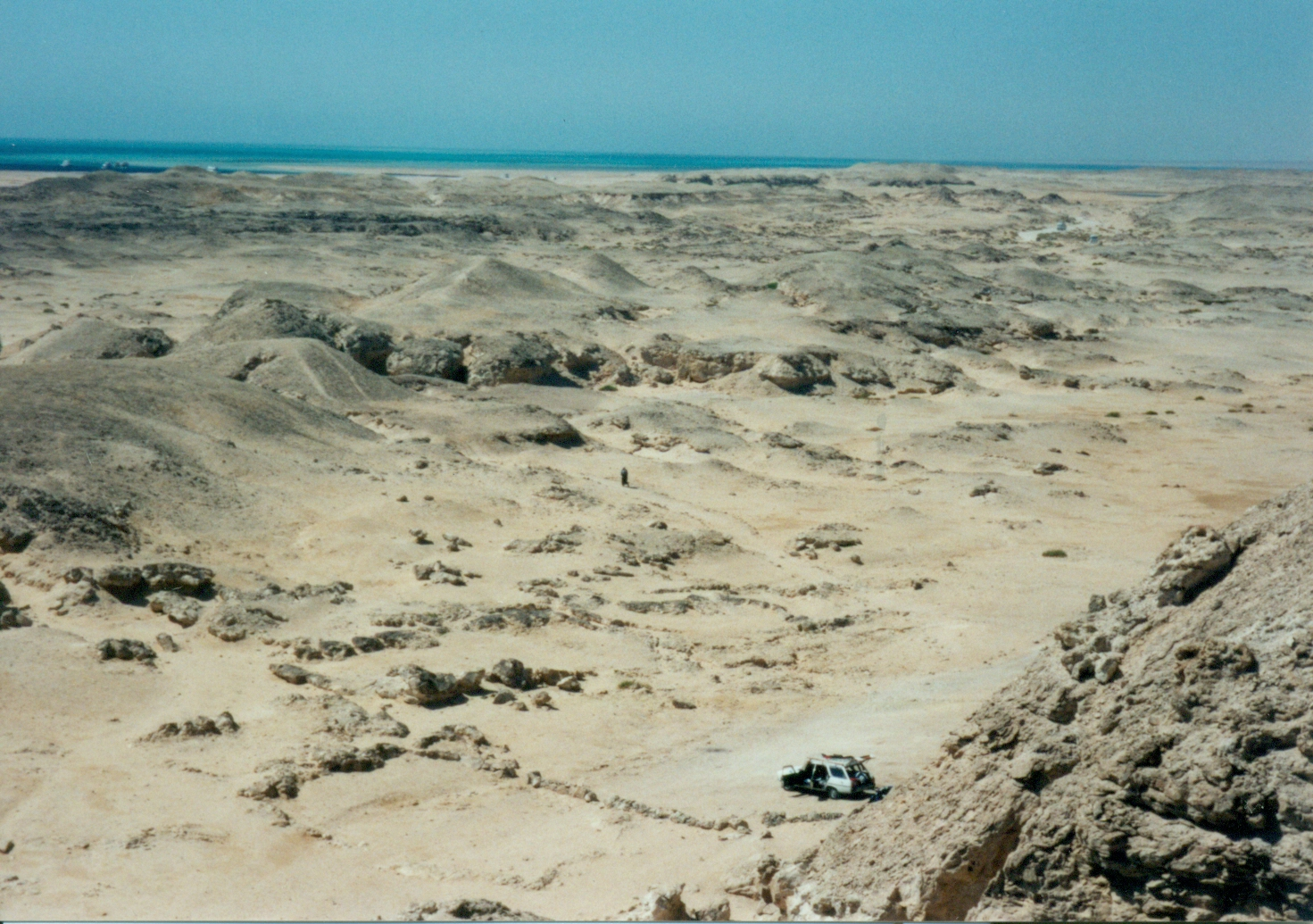
Blick vom Felsen des Shark Observatory über den Nationalpark, im Hintergrund der Golf von Suez

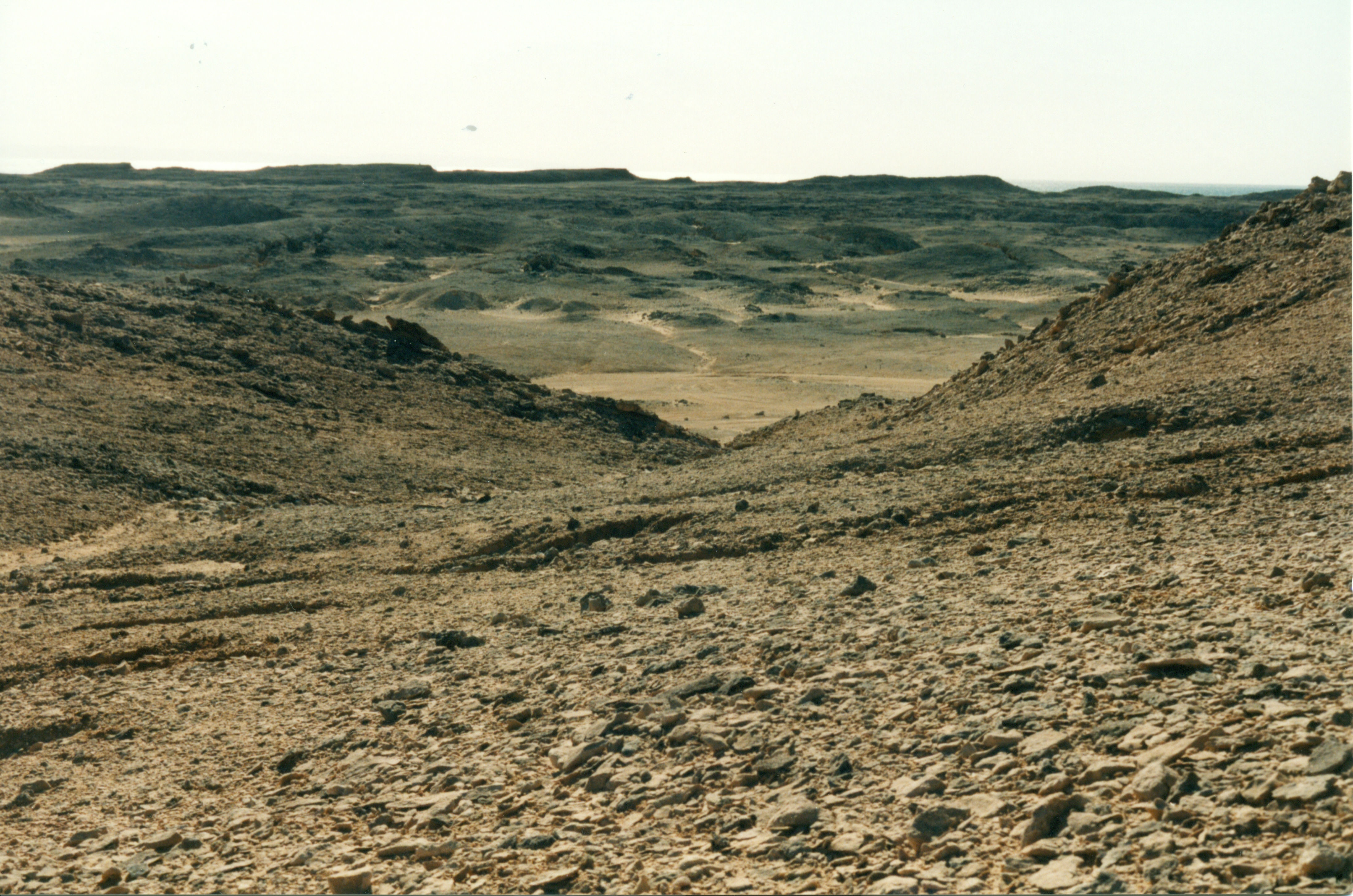
Die karge Landschaft von Ras Mohammed

## Lage und Größe
Ras Mohammed ist der südlichste Punkt der Sinai-Halbinsel. Ras Mohammed stellt für sich eine kleine Halbinsel dar, die durch eine Landzunge mit dem Sinai verbunden ist. Diese hat eine Breite von ca. 800 m und eine Länge von ca. 3,5 km. Die kleine Halbinsel selbst hat eine Länge von ca. 5,1 km und eine maximale Breite von ca. 3,5 km. Das Gebiet ist ein einziger Block fossiler Korallen, der angehoben wurde. Der höchste Punkt hat eine Höhe von 73 m. Ras Mohammed teilt den Golf von Akaba vom Golf von Sues und spaltet somit das Rote Meer. Auf dem Landweg beträgt die Entfernung vom südlichsten Punkt, dem Shark Reef, bis zur Touristenhochburg Naama Bay 37 km.

## Flora und Fauna
Durch die geringen Niederschlagsmengen und die ganzjährig hohen Lufttemperaturen ist die Vegetation äußerst spärlich. Dennoch existieren 80 Pflanzenarten im Nationalpark. Die dominanten Pflanzen sind Akazien und Doumpalmen. Im Mangrove Channel an der südwestlichen Spitze Ras Mohammeds wachsen Mangroven. Diese sind die zweitnördlichsten auf der Erde. Die Mangrove ist ein Ökosystem, das sich dem Leben im Gezeitenbereich tropischer Küstenlandschaften anpasste. Nur noch bei Nabq, etwas nördlich von Scharm asch-Schaich, gibt es noch nördlichere Vorkommen. Der Nationalpark wird von 220 Vogel- und 14 Säugetierarten bewohnt. Am Südende des Parks ist abends häufig der Rotfuchs (Vulpes vulpes) zu sehen. Der Fischadler (Pandion haliaetus) ist eine Vogelart, die ebenfalls häufig im Nationalpark vorkommt. Im Spätsommer machen tausende Weißstörche einen Zwischenstopp auf ihrem Weg nach Ostafrika.

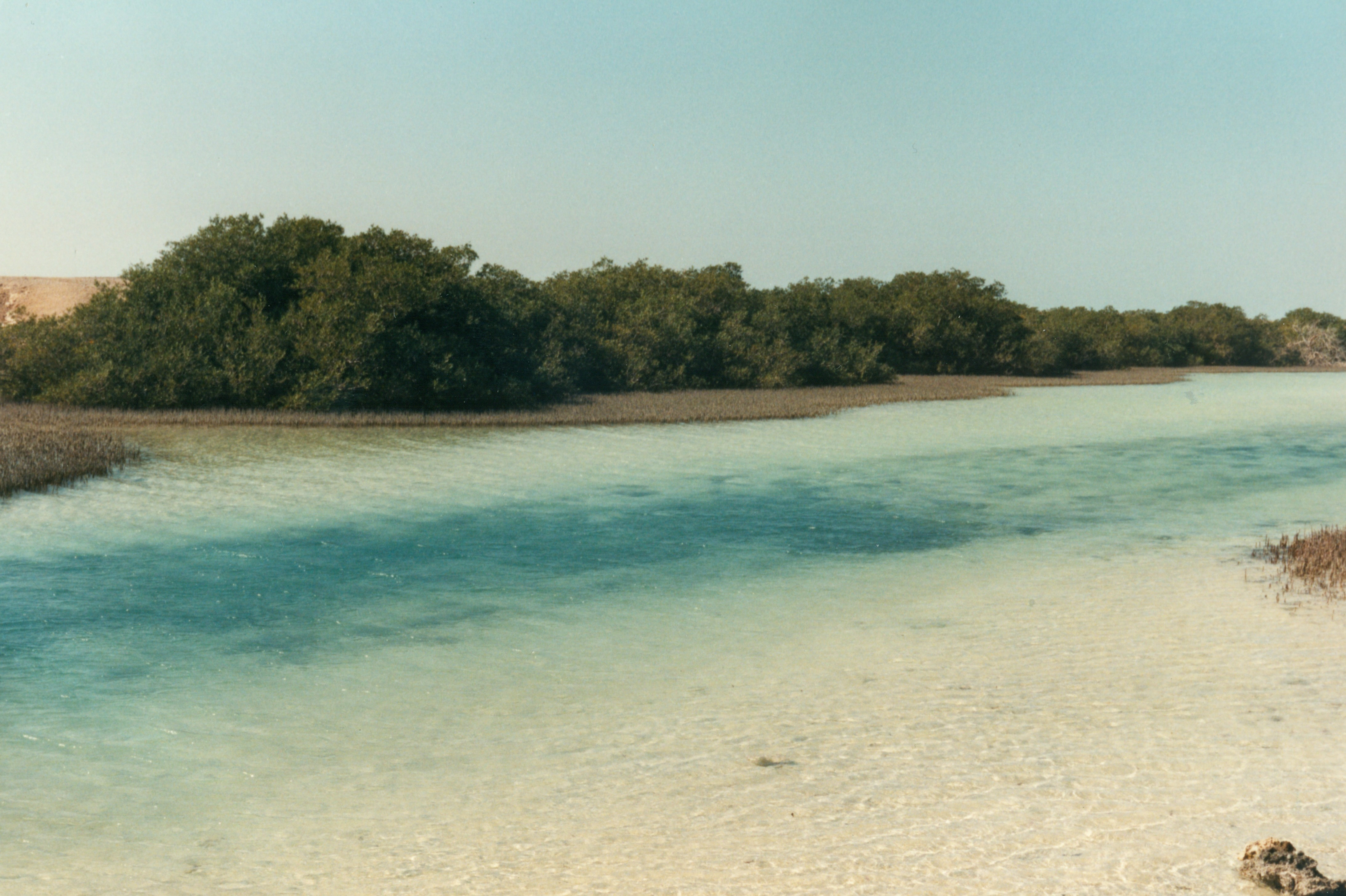
Mangrove Channel

## Marines Leben

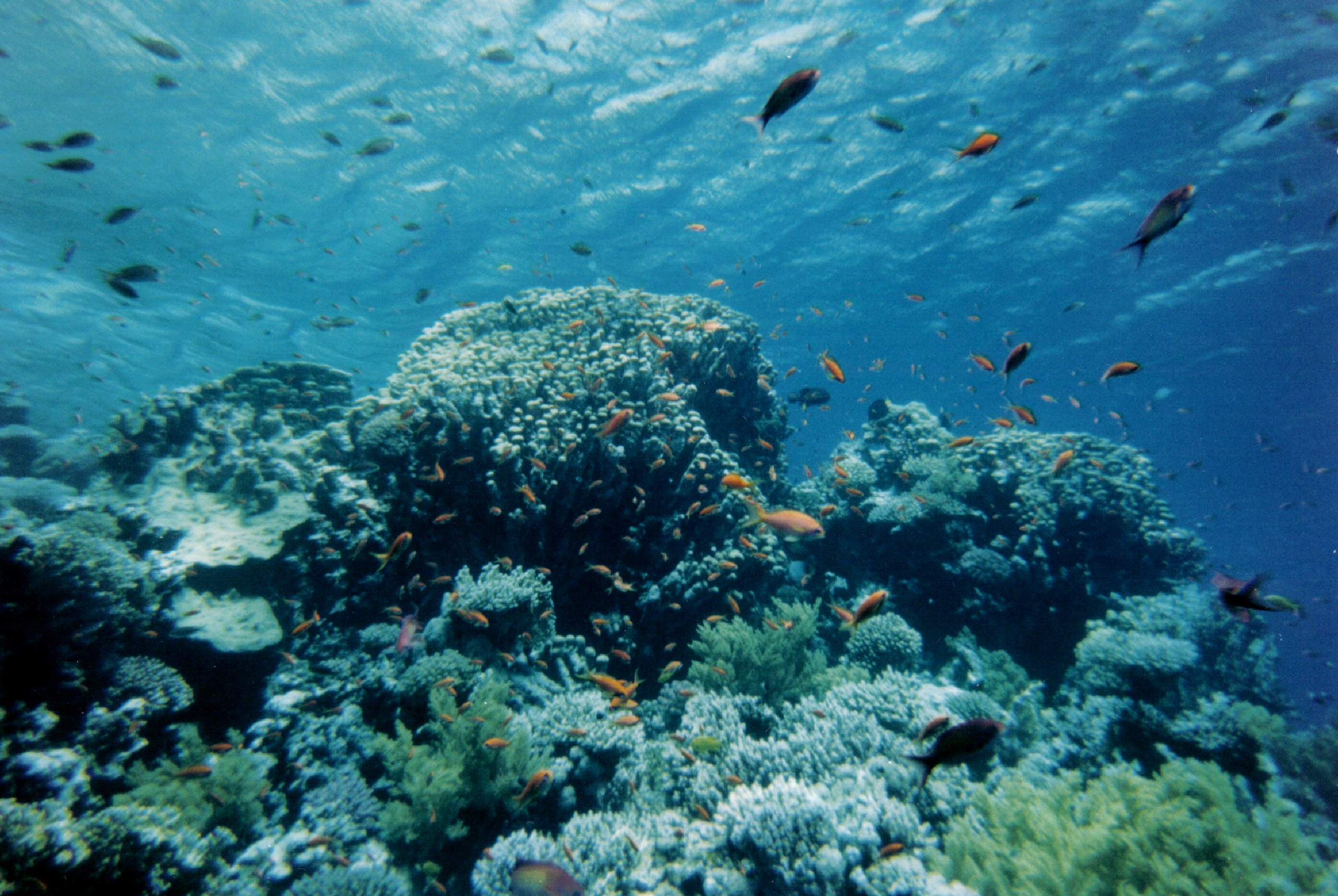
Typisches Unterwasserriff in Ras Mohammed

Ras Mohammed hat die größte Artenvielfalt marinen Lebens im Sinai. Vor allem an der Südspitze der Landzunge kann man große Fischschwärme beobachten. An den Riffs sind Papageifische permanent anzutreffen. Einer der häufigsten Vertreter sind der Rostpapageifisch (Scarus ferrugineus) und der Langnasen-Papageifisch (Hipposcarus harid). Weitere häufige Riffbewohner sind Doktorfische (Acanthurus sohal, Zebrasoma veliferum und Naso hexacanthus) sowie Fahnenbarsche (Anthias scuamipinnis) und Soldatenfische, deren größter Vertreter der Großdorn-Husarenfisch (Sargocentron spiniferum) ist. Er kann eine Länge von ca. 50 cm erreichen. Die Großfische unter den Riffbewohnern sind die Riesenmuräne (Gymnothrax javanicus), die eine Länge von 3 m und ein Gewicht von 30 kg erreichen kann, und der Napoleonfisch (Cheilinus undulatus), der es zu einem Gesamtgewicht von fast 200 kg bringen kann. Besonders grazile Riffbewohner sind der Rotfeuerfisch (Pterois volitans) und der Strahlenfeuerfisch (Pterois radiata). Beide ziehen langsam und elegant durch das Riff, auf der Suche nach Nahrung. Die Feuerfische zeigen wenig Fluchtverhalten, da sie an der Rückenflosse mit Giftstacheln bewaffnet sind. Das Gift soll äußerst schmerzhaft sein. Der Riesen-Drückerfisch (Balistoides viridescens) ist bei Tauchern wegen seiner Aggressivität gefürchtet. Während der Brutsaison greift der Fisch alles an, das sich seinem Gelege nähert. Der Biss des kräftigen Kiefers kann zu schweren Verletzungen führen. Auf der westlichen Seite im Golf von Suez und in der Marsa Bareika trifft man häufig auf Blaupunktrochen (Taeniura lymma) und Meeresschildkröten (Cheloniidae). Unter den pelagischen Fischen findet man Barrakudas, Adlerrochen, Thunfische (Thunnus). Haie (Selachii) sieht man im Nationalpark nur noch sehr selten.

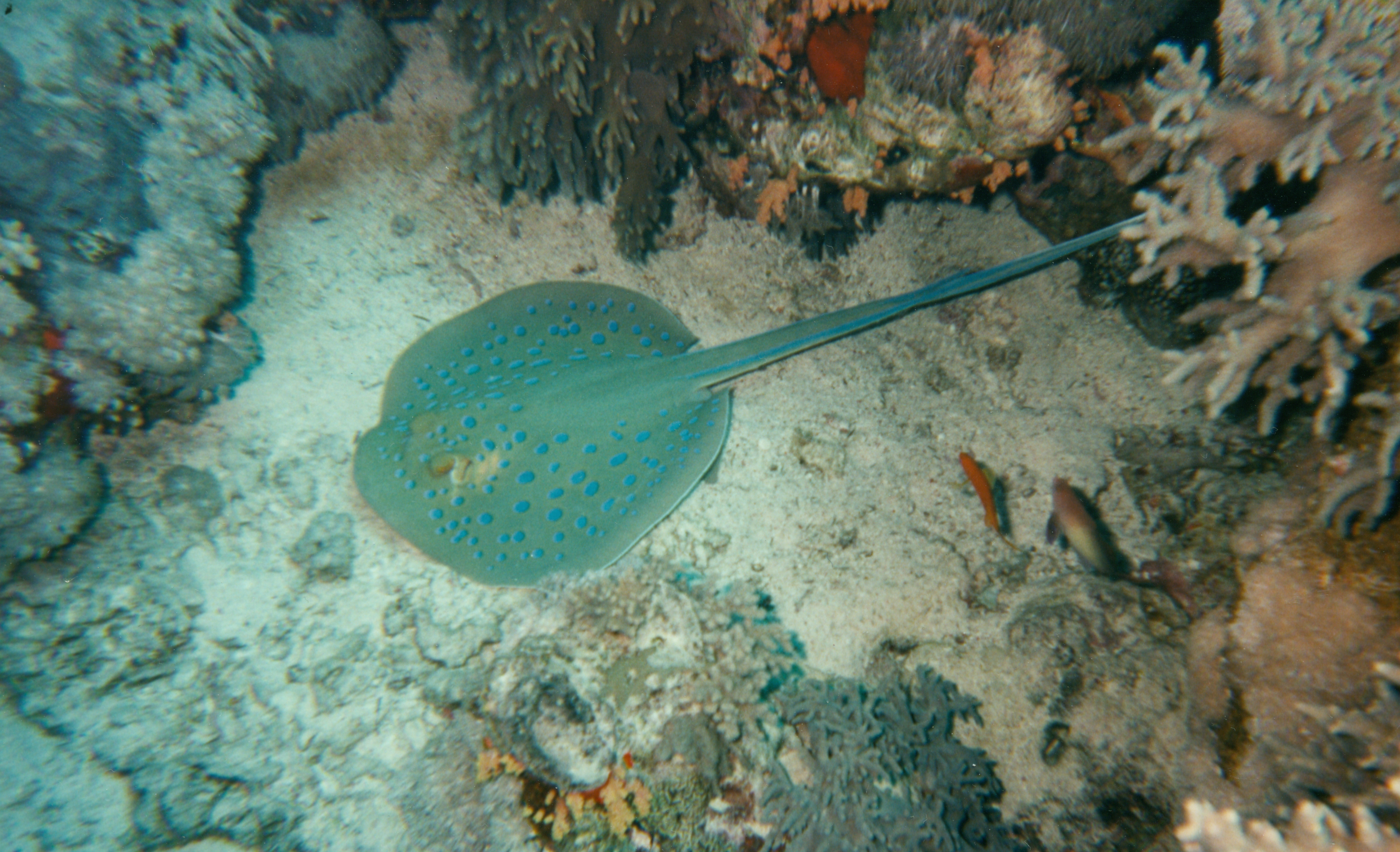
Blaupunktrochen
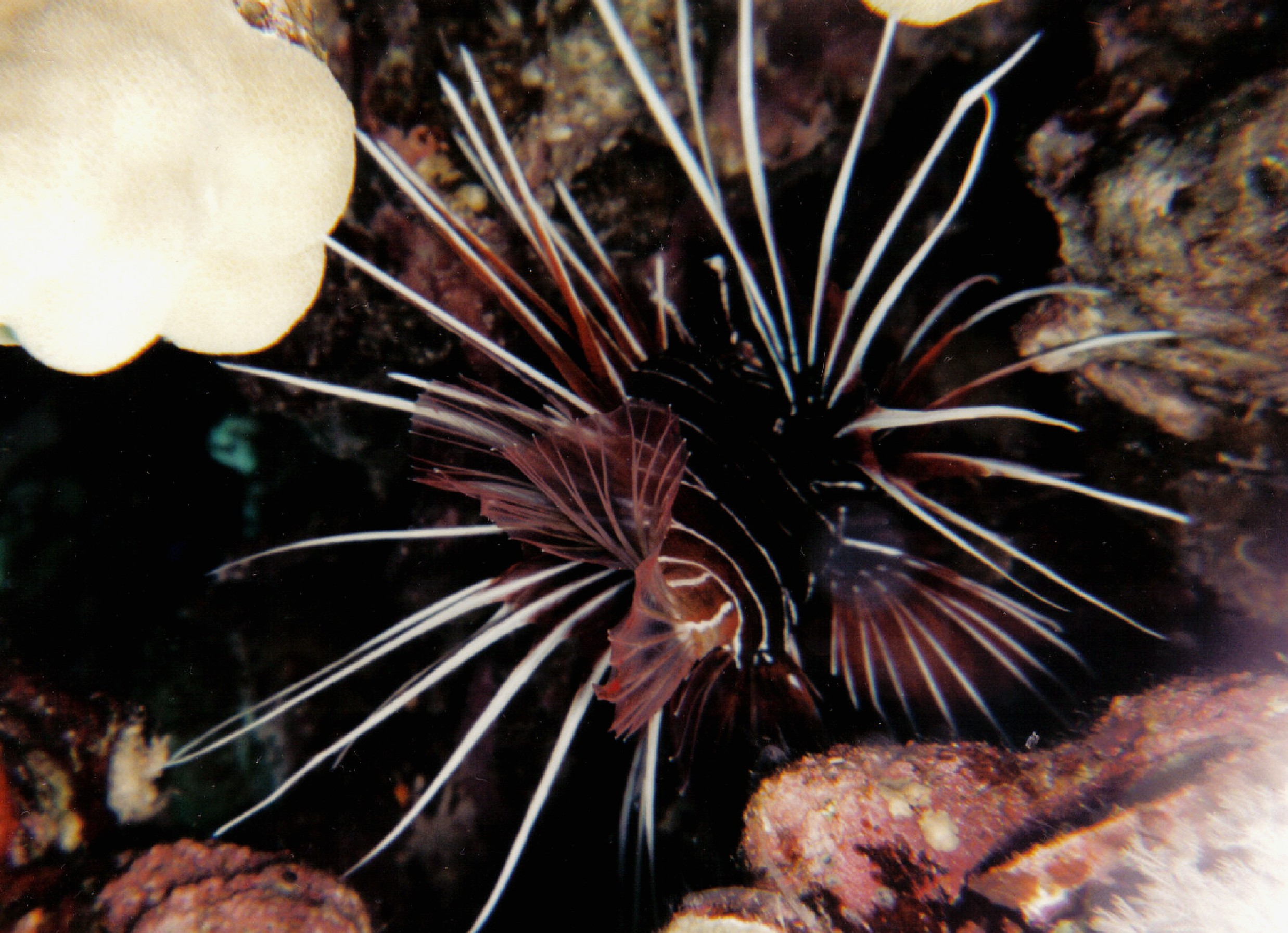
Jagender Strahlenfeuerfisch von hinten gesehen
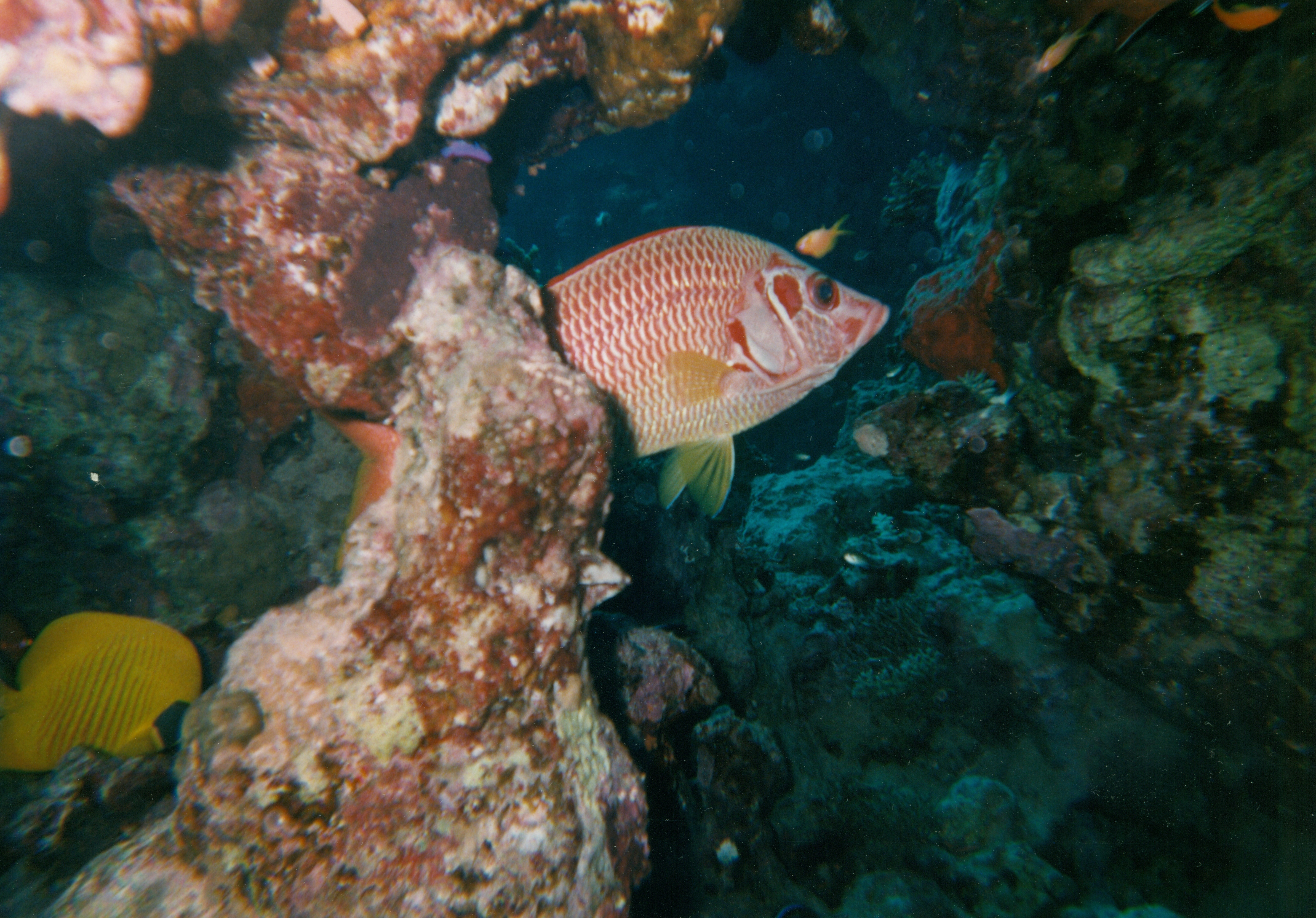
Großdorn-Husarenfisch
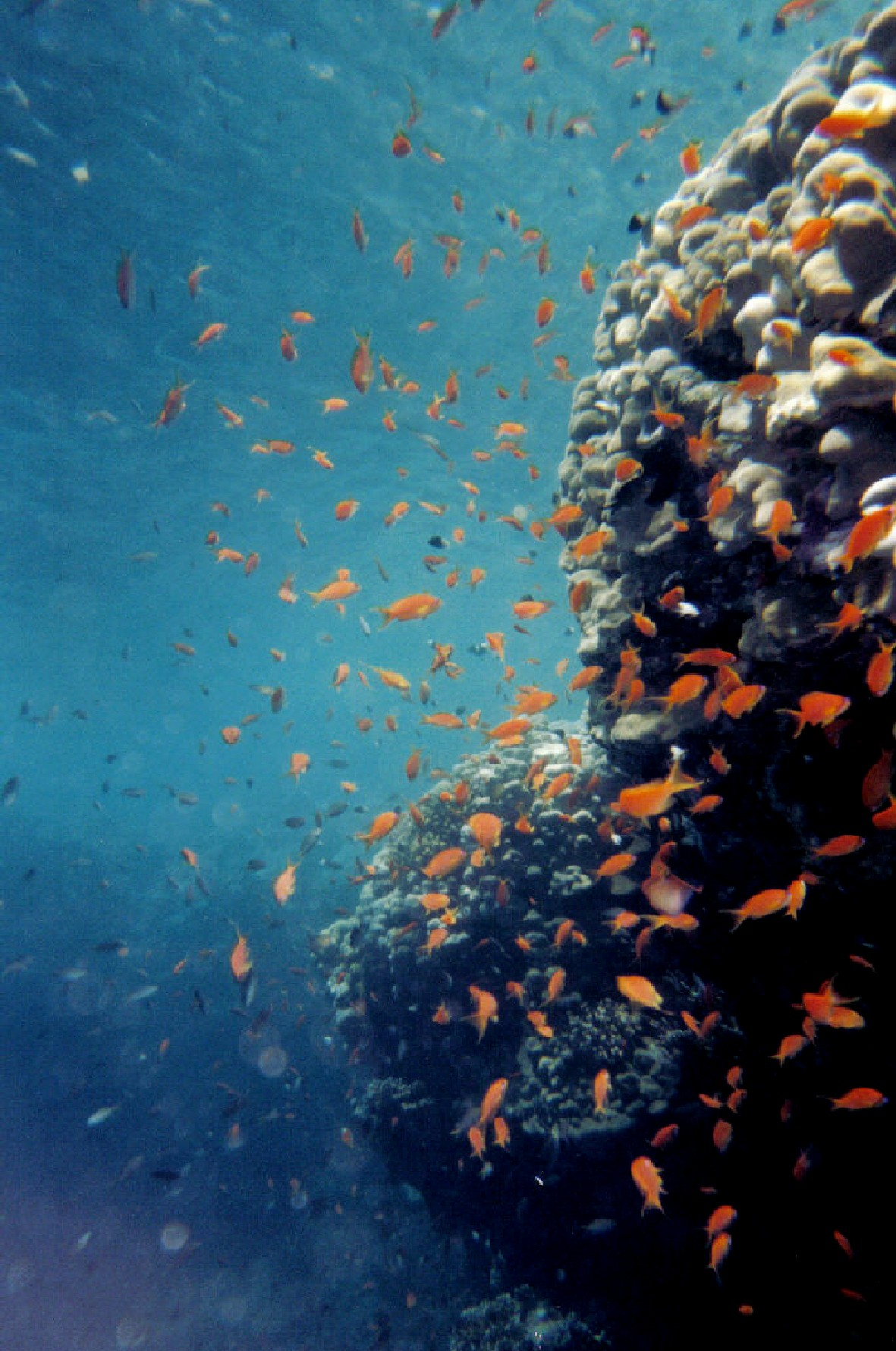
Riff mit Fahnenbarschen
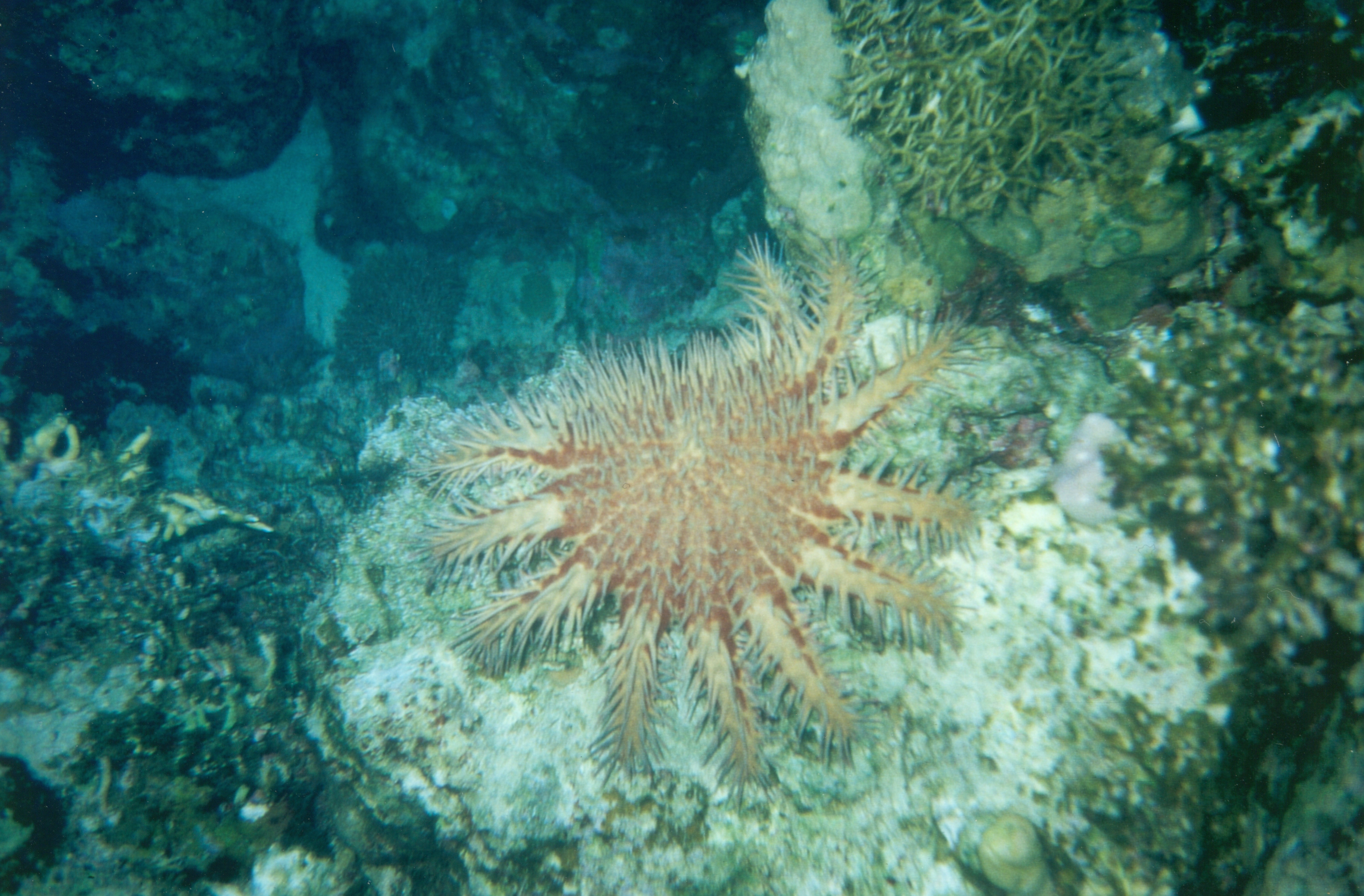
Die Dornenkrone ist ein räuberischer Seestern, der die Riffs nachhaltig schädigen kann
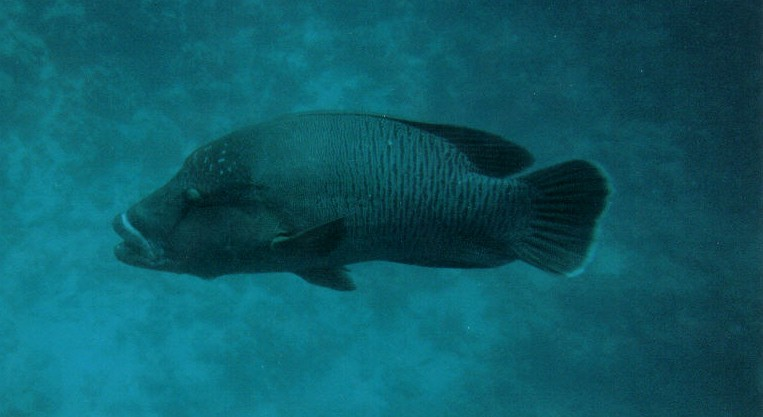
Napoleonfisch
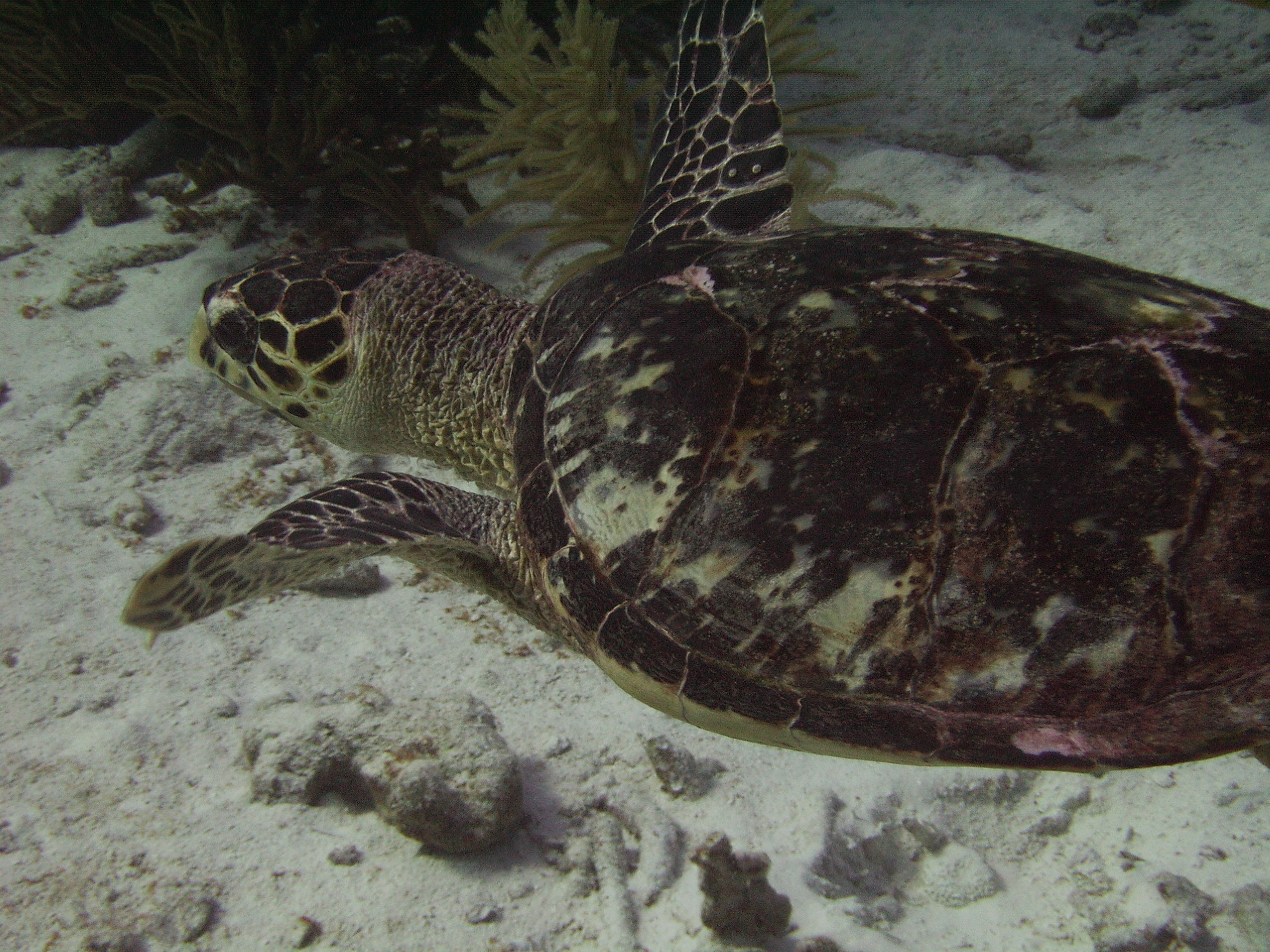
Meeresschildkröte

## Umwelt

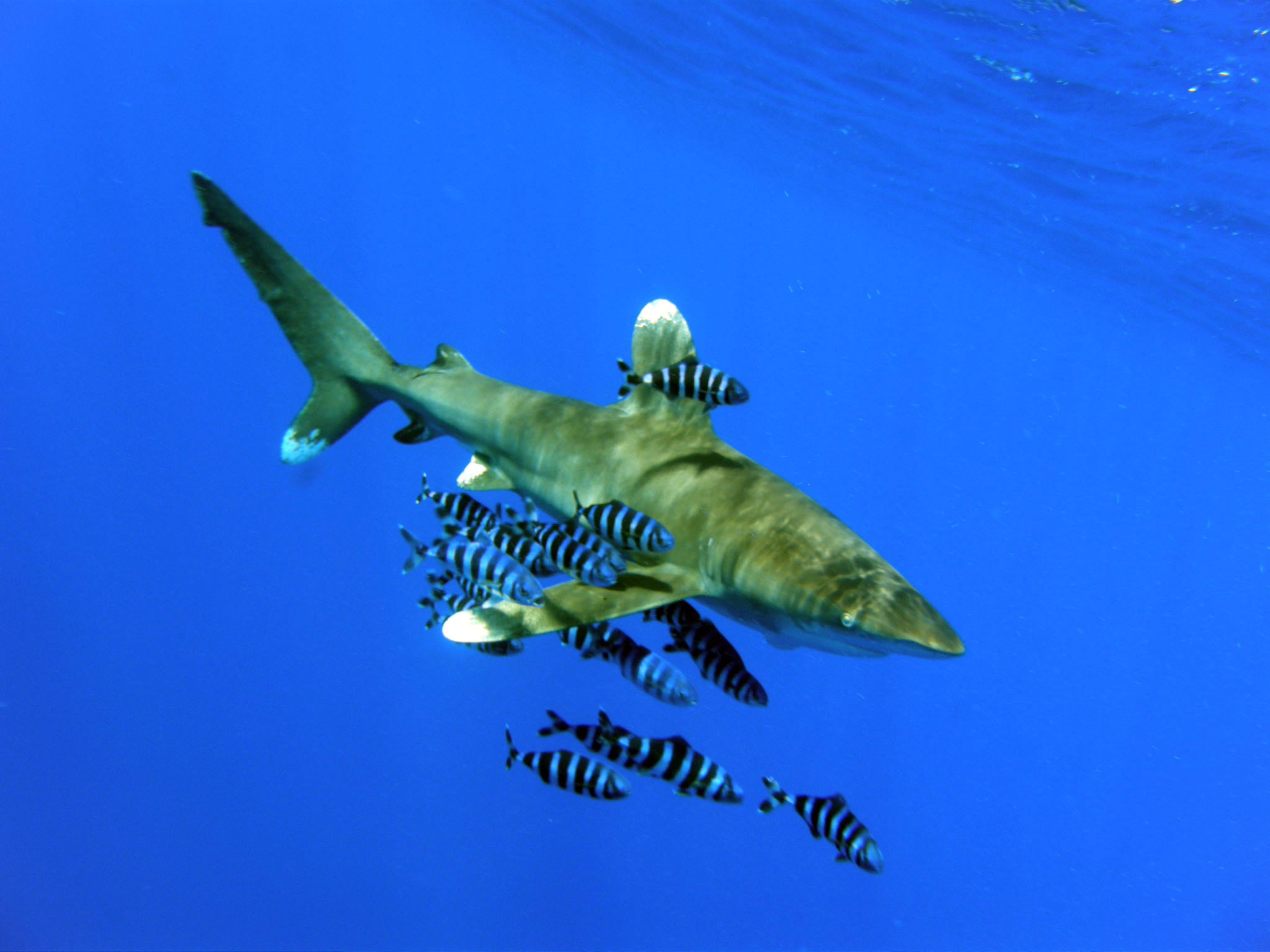
Weißspitzen-Hochseehai (Carcharhinus longimanus)

Der Ras-Mohammed-Nationalpark ist trotz des Schutzstatus relativ stark belastet. Vor allem die Unterwasser-Flora und -Fauna leidet erheblich unter dem immer stärker werdenden Tauchtourismus. In der Vergangenheit wurden zum Schutz der Riffe Ankerbojen installiert, damit die Tauchboote nicht am Riff ankern. Jedoch die pure Menge an Tauchern und das teilweise unangebrachte Verhalten schädigen die Riffe. Um diese Belastung auszugleichen, hat die Verwaltung Sperrzonen eingeführt. Der Mangrove Channel und die dem Meer zugewandte kleine Insel ist eine solche, zwei weitere befinden sich weiter nördlich in der Bucht Marsa Bareika. Ferner wurden an mehreren Tauchplätzen keine Ankerbojen installiert - die jedoch von Land aus betaucht werden dürfen. Dies ist aber in Zeiten des Pauschaltourismus in der Region immer unpopulärer geworden, womit eine automatische Schonung dieser Bereiche eintritt. Hinzu kommt, dass im Mai 2011 vom Regierungsbeauftragten für den Süd-Sinai der lokale Fischfang im Nationalpark wieder erlaubt wurde. Dies stellt einen Verstoß gegen die gesetzlichen Regelungen des Schutzgebiets dar. Der Grund für diese Maßnahme ist das häufige Vorkommen einer Schnapper-Art (Lethrinus nebulosus), die bei den Fischern sehr geschätzt ist. 2010 war die Region um Scharm asch-Schaich und Ras Mohammed häufig ein Ziel von Hai-Attacken auf Menschen. Diese Angriffe führten schon zu schweren Verletzungen und einem Todesfall unter Urlaubern. Experten zufolge sind die Angreifer Weißspitzen-Hochseehaie (Carcharhinus longimanus), die normalerweise die Küstengewässer meiden. Auslöser für dieses ungewöhnliche Verhalten ist vermutlich das illegale Entsorgen von Schafskadavern im Ras-Mohammed-Nationalpark.

## Tauchen
Die Riffe des Nationalparks haben ihn zu einem beliebten Tauchziel für Taucher aus Scharm asch-Schaich und den umliegenden Ferienorten gemacht.
Bekannte Tauchplätze sind:

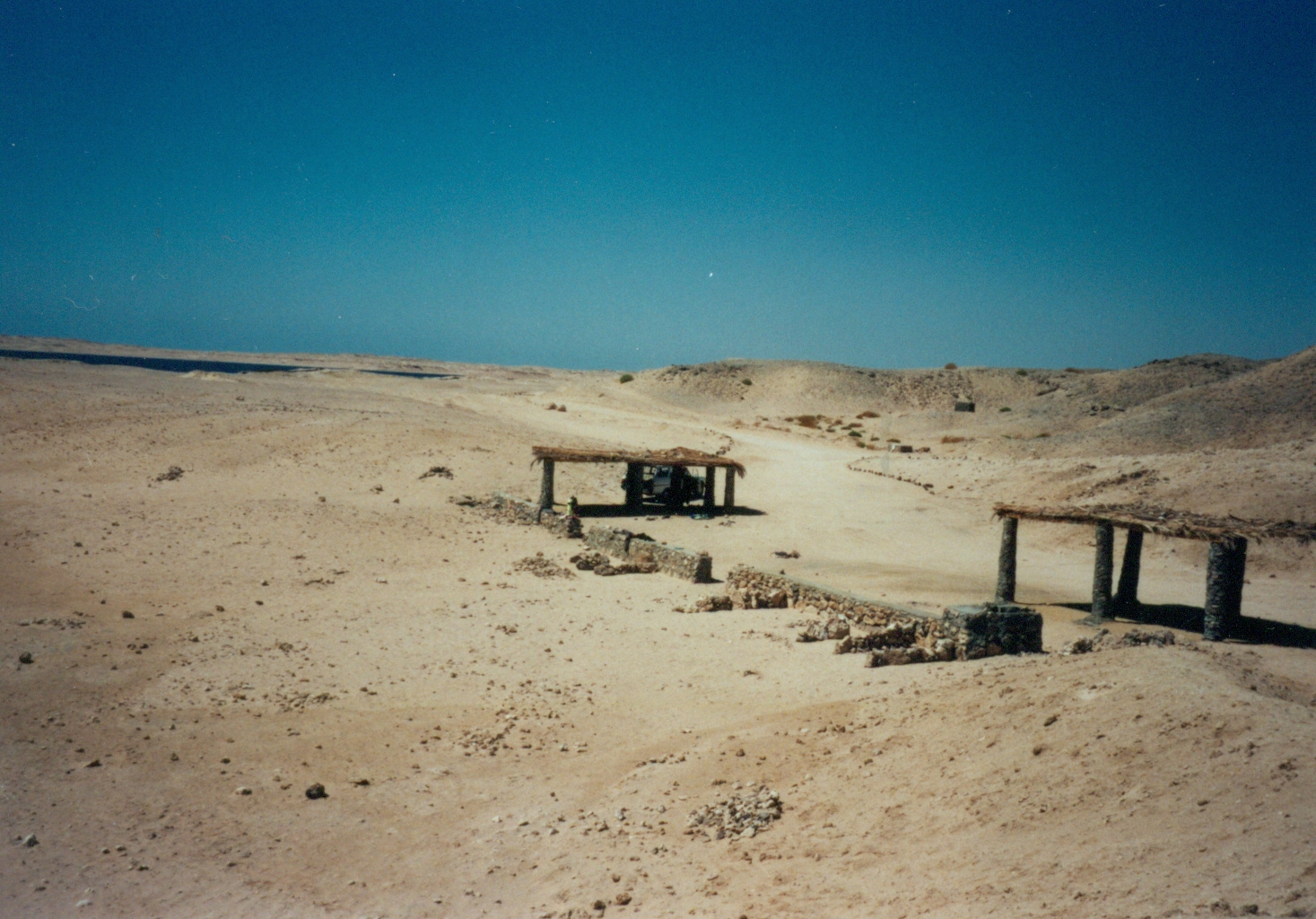
Camping Areas

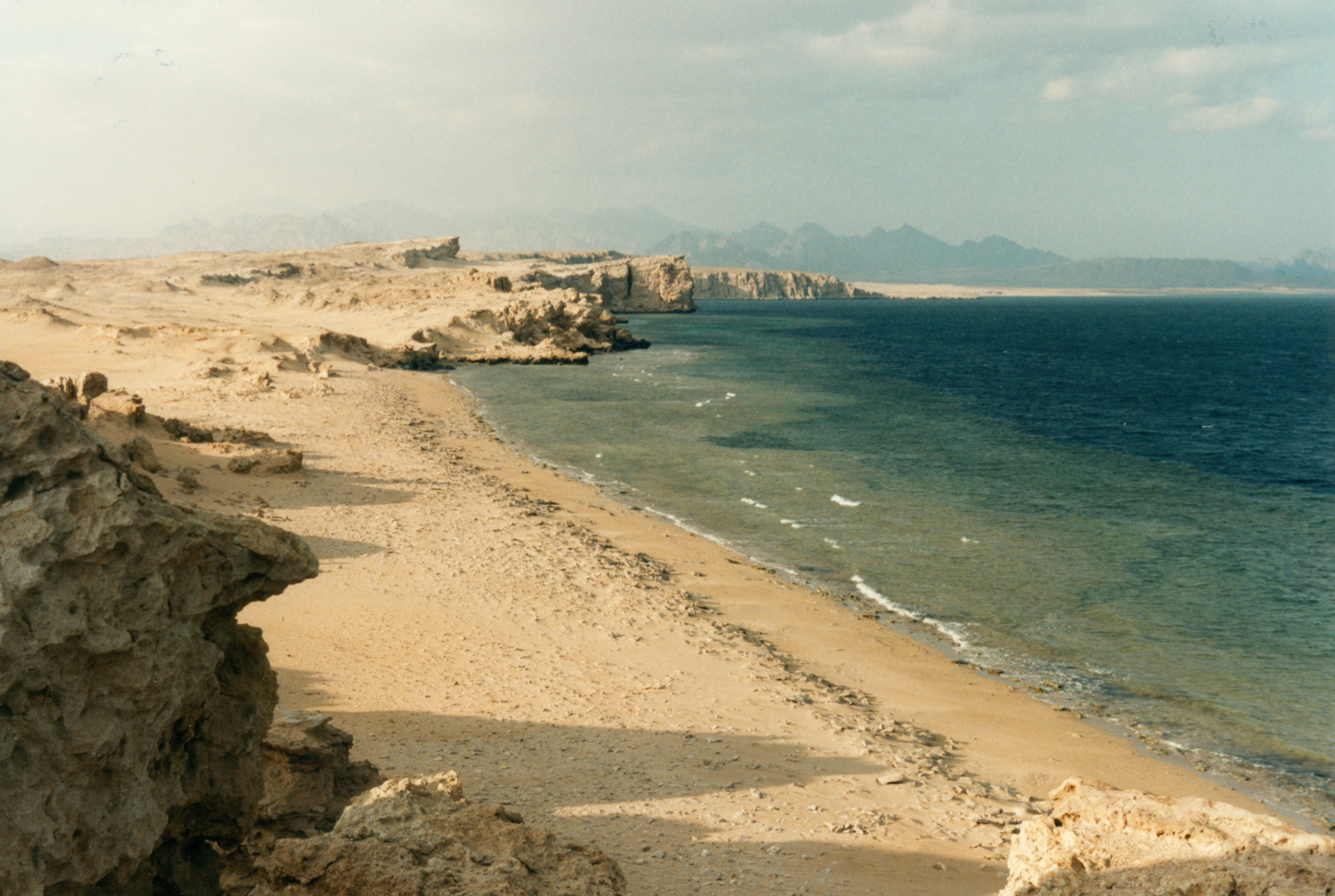
Aqaba Beaches

- Shark Reef (Land- und Bootstauchgang)
- Shark Observatory (Land- und Bootstauchgang)
- Jolanda Reef (Land- und Bootstauchgang)
- Old Quay (Landtauchgang)
- Aqaba Beaches (Landtauchgang)
- Camping Area (Landtauchgang)
- Jack-Fish-Alley (Bootstauchgang)
- Ras Zatar (Bootstauchgang)

Das Shark Reef und das Jolanda Reef liegen direkt an steilen Riffwänden, die bis zu 800 m tief abfallen. Durch die besonders starke Strömung an dieser Stelle trifft man auf zahlreiche Fischarten und eine einzigartige Korallenwelt. Das Jolanda Reef wurde nach einem Frachtschiff benannt, das 1980 hier sank und dessen Ladung – hauptsächlich Kloschüsseln – immer noch auf dem Riff verteilt ist.